# Masszázsfotel

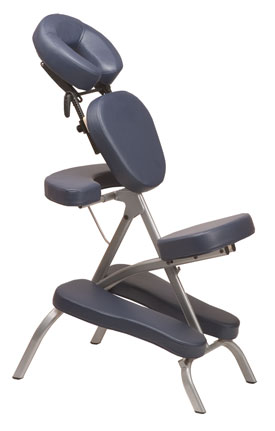
Régi masszázsszék

A masszázsfotel masszőrök kezeléseinek helyettesítésre kitalált eszköz, míg a masszázsszék a masszázs alatt a testet a helyes pozícióban tartja.

## Története
Megalkotása 1986-ra nyúlik vissza, amikor David Palmer San Francisco orvos, megépítette a világ első fa masszázs-specifikus székét, melyet High Touch Massage Chairnek nevezett el. Ez forradalmasította az érintés nélkül masszázs kezelést,[forrás?] így bárki élvezhette bárhol és bármikor a teljes test masszázs hatásait a ruházat levétele nélkül.
Ezt követően több masszázsfotel modell jött létre, de a legkiemelkedőbb 1989-ben létrehozott Circa, mely már stabil, fa helyett fémből készült és több pozícióba állítható volt.
Az első igazi masszázsfotelt 1993-ban Cary Cruea  készítette el.  Ez a szék már állítható magasságú, karos előrésszel és pihentető arc párnázattal rendelkezik.
John Fanuzzi tervei alapján 1999-ben jelent meg az első motorikusan állítható masszázsfotel. Ez a modell már szélesebb, kényelmesebbek és külső emberi beavatkozást nem igényelt.

## Általános jellemzői
- lazítja az izmokat,
- javítja közérzetet,
- pihentet
- a vérkeringést  gyorsítja
- koncentrációképességet növeli
- oldja a stresszt,
- javítja a helytelen testtartás.

## Fajtái

### Hagyományos masszázsfotelek
Ergonomikusan tervezett fotel, melyben  a felhasználó olyan helyzetbe kerül, hogy a kapott masszázs olyan érzetet keltsen, mintha egy masszázsasztalon pihenne. A fotelek lehetnek helyhez kötöttek vagy akár hordozhatóak. A különböző masszázsfotelek eltérő jellemzőkkel rendelkeznek, és a felhasználó egyedi igényeihez is igazítható (a test formája, mérete). Számos masszőr alkalmazza a hordozható masszázsfoteleket a kiegészítő masszázsokhoz, mivel azok megnövelik a masszázsuk hatékonyságát. 
A masszőr számára könnyebb a masszázsfotel körül járni, mint egy masszázsasztal esetében, ezenkívül a vendégnek nem is kell levetkőzni a masszázshoz. Ezen előnyök miatt a masszázsfotel alkalmazása sokkal népszerűbb és praktikusabb olyan helyeken, mint az irodák, szabadtéri fesztiválok, bevásárlóközpontok és más publikus helyek.

### Elektronikus masszázsfotelek
Az elektronikus masszázsfotelek olyan készülékek, melyek belső elektronikus motorral rendelkeznek. Miközben a felhasználó ül vagy fekszik, masszázsgörgők végzik a kezelést. A legtöbb elektronikus masszázsfotel távirányítóval is rendelkezik, hogy a felhasználó a legkényelmesebb testpozícióból válassza ki a kívánt masszázs típusát, alkalmazási helyét és intenzitását.
A masszázsfotelek leggyakrabban állítható háttámlásak. Sok méretben és márkában kaphatóak, van belőlük olyan modell is, mely belső akkumulátorról működnek. A legolcsóbb megoldás az egyszerű masszázsszőnyeg, mely a hagyományos székekre is rátehető. 
Az elektronikus masszázsfotelek először 1962-ben jelentek meg a kereskedelmi forgalomban. Napjainkban Japán a legnagyobb masszázsfotel vásárló, számos kimutatás alapján a lakosság több mint 20%-a rendelkezik ilyennel. Összehasonlításképpen az Amerikai Egyesült Államokban ez az arány megközelítőleg 1%! 
A masszázsfotelek árban nagyon különböznek, a legalsó kategóriát a „csupán vibráló” fotel, a csúcsot pedig a nagy intenzitású A csúcsmodell azoknak ajánlott, akik egy profi masszőrt szeretnének ezáltal kiváltani.

## Masszázstípusok

### Gyúrás (Shiatsu)
A gyúró masszázsok legfontosabb előnye hogy egyszerre lazítja el a testet és frissíti azt fel. A gyúrás 3 folyamatból áll:
1) Enyhe nyomás keletkezik az akkupunktúrás pontokon
2) A nyomás fennáll addig, amíg a mikrogörgő át nem halad a nyomóponton.
3) Megszűnik a nyomás az adott ponton.

### Gerincmasszázs
A gerincmasszázs segít a gerinc nyújtásában, úgy hogy nyújtja a gerinctartó izmokat. Ez csökkenti a csigolyákra eső nyomást. A mikrogörgők fel és le haladnak a gerincen. Ez stimulálja a gerincvelői idegeket és csökkenti a hátfájást. Minél nagyobb a lefedett terület, annál nagyobbnak kell lenni a  görgők méreteinek, így javul a masszázs minősége és fokozódik a vérkeringés.

### Ütögető masszázs
Az egyszerűen végrehajtható ütögetés fokozza a vérkeringést. Ennek köszönhetően az izmok merevsége csökken és fokozódik az oxigén és más fontos tápanyagok szállítását az izmokba. Edzés után a fokozott vérkeringés segíti eltávolítani az izmokból a tejsavat és csökkenti a masszírozott izmok merev állapotát. Néhány masszázsfotel akár 500 ütést is mérhet a masszírozott területre egy perc alatt!

### Légzsák masszázs
A légzsákos masszázs préseli az izmokat, és nem ad olyan jó eredményt, mint a görgős masszázs. Legtöbbször a lábak, talpak és karok masszírozására alkalmazzák. A légpárnák hatásmechanizmusa lényege, hogy kifinomult nyomással továbbítják a vért a testben, így vérkeringést és az oxigénszállítást serkentik.

## Részei

### Motor
A motor a masszázsfotel lelke! Nagyon fontos tényező, mivel ez felel közvetlenül a masszázsért! A masszázsfotel külön motorokat használ a különböző masszázsokhoz. A több motoros masszázsfotelek terhelése is eloszlik, így a masszázs alkalmas lesz terápiás célokra is. Ez a megoldás kíméli a motorokat és azok pihenhetnek amíg nem lesz szerepük a masszázsban. Ha a masszázsfotel minden funkcióját csupán egyetlen motor látja el, akkor az rövidesen meg fog hibásodni a túlterhelés miatt, az eredmény pedig a motor élettartam csökkenés lesz a több motort használó masszázsfotelekkel szemben. 

### Mikrogörgők
Vannak olyan masszázsfotelek melyek 16, 12, 10 vagy 8 mikrogörgőt tartalmaznak. Minél több görgőt tartalmaz a fotel, az egyes görgők méretei csökkenni fognak. Ha csupán egyetlen motor mozgat 16 görgőt, akkor az nem lehet igazán hatékony.
A kapott masszázs függ a mikrogörgő minőségétől, annak méretétől és fajtájától. Vannak olyan mikrogörgők, hogy akár 50 fokban is képesek görbülni, így igazodva az emberi vállakhoz, háthoz és más testrészekhez. Más görgők nem képesek görbülni egyáltalán. Ebből következik, hogy a kisebb de rugalmasabb görgők minőségibb masszázst képeset adni, mint a méretes, de merev társaik.

## Beállítások

### Magasság
A masszázsfotelt személyre lehet szabni az igazán hatékony masszázs érdekében. A kritikus tényező a masszázsfotel magasságának az állítása, ezáltal a görgők alaposabb és minőségibb masszázst képesek elvégezni a vállakon, a nyakon és a hát egész területén. 

### Sebesség
A shiatsu masszázs esetén a mikrogörgők sebessége szintén fontos dolog. A jó masszázs erős és gyors. Más esetekben a hátnak inkább pihenésre van szüksége amit a lassú és puha mozgás garantál.  Néhány masszázsfotel esetén a masszázs ereje és intenzitása beállítható. Az idő múlásával a legtöbb masszázsfotel tulajdonos szeretné a masszázs intenzitását növelni, a test képes hozzászokni a jelenlegi masszázs intenzitásához. Ez a folyamat nagyon hasonlít ahhoz, ahogy a testünk hozzászokik a súlyzós edzésekhez. 

### Nyakpozíció
A nyakpozíció állítása szintén egy kritikus tényező lehet a masszázsfotel kényelmének megítélésénél. Sok ember nyakproblémákkal küszködik. Ez különösen igaz azon irodistákra és a gépjármű vezetőkre akik hosszú időt töltenek a számítógép vagy kormány előtt. 

## Jellemzők
A bőr masszázsfotelek és a nem bőr fotelek között is van különbség. A bőrből készült masszázsfotelek rendszerint drágábbak de nem tartósabbak a műbőr masszázsfotelekkel összehasonlítva. Ha a felhasználó nem használ bőrkímélő olajat a fotelon, akkor a bőrfelület károsodhat a hosszú használat alatt. Ezen ok miatt a bőr masszázsfotelek nem élveznek előnyt a műbőr társaikkal szemben. A műbőr masszázsfotelek tartósabbaknak bizonyulnak a bőr masszázsfotelekkel szemben.

## Fordítás
- Ez a szócikk részben vagy egészben  a   Massage chair című angol Wikipédia-szócikk ezen változatának fordításán alapul.  Az eredeti cikk szerkesztőit annak laptörténete sorolja fel. Ez a jelzés csupán a megfogalmazás eredetét és a szerzői jogokat jelzi, nem szolgál a cikkben szereplő információk forrásmegjelöléseként.
- Ez a szócikk részben vagy egészben  a   Massagestoel című holland Wikipédia-szócikk ezen változatának fordításán alapul.  Az eredeti cikk szerkesztőit annak laptörténete sorolja fel. Ez a jelzés csupán a megfogalmazás eredetét és a szerzői jogokat jelzi, nem szolgál a cikkben szereplő információk forrásmegjelöléseként.
- Ez a szócikk részben vagy egészben  a   Massagefåtölj című svéd Wikipédia-szócikk ezen változatának fordításán alapul.  Az eredeti cikk szerkesztőit annak laptörténete sorolja fel. Ez a jelzés csupán a megfogalmazás eredetét és a szerzői jogokat jelzi, nem szolgál a cikkben szereplő információk forrásmegjelöléseként.
- Ez a szócikk részben vagy egészben  a   Hierova tuoli című finn Wikipédia-szócikk ezen változatának fordításán alapul.  Az eredeti cikk szerkesztőit annak laptörténete sorolja fel. Ez a jelzés csupán a megfogalmazás eredetét és a szerzői jogokat jelzi, nem szolgál a cikkben szereplő információk forrásmegjelöléseként.